# Augusta National Golf Club

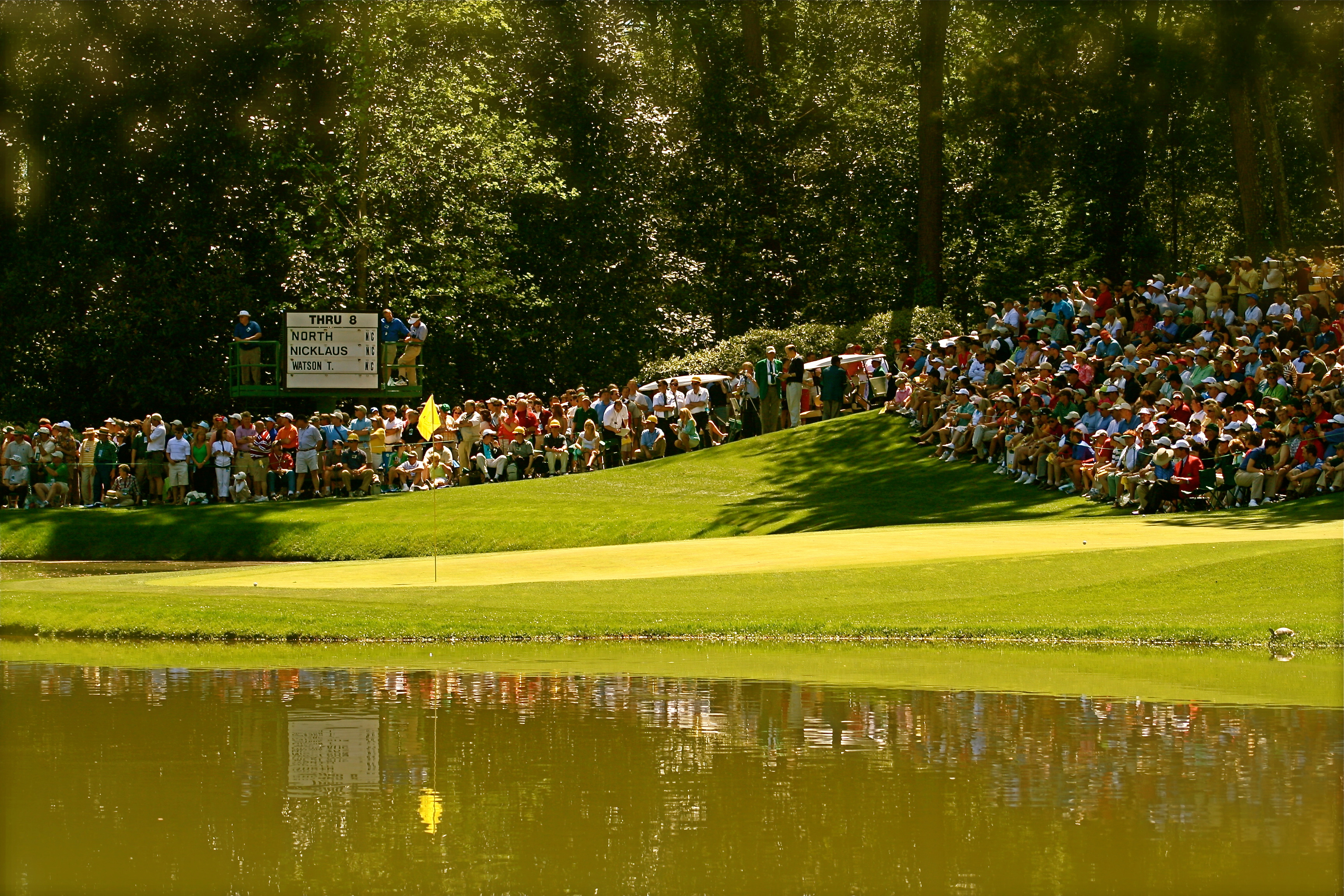
Hole 9

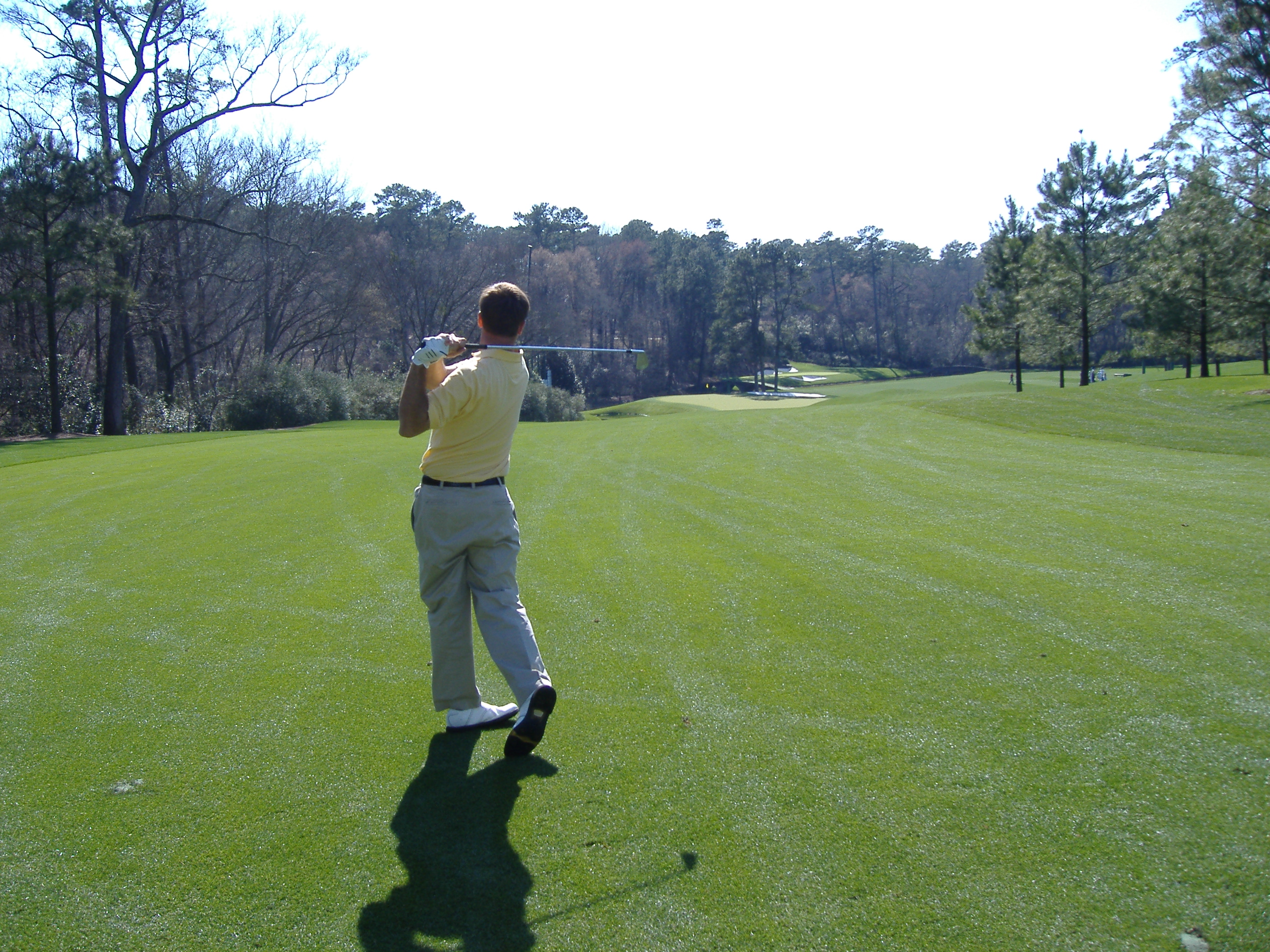
Hole 11

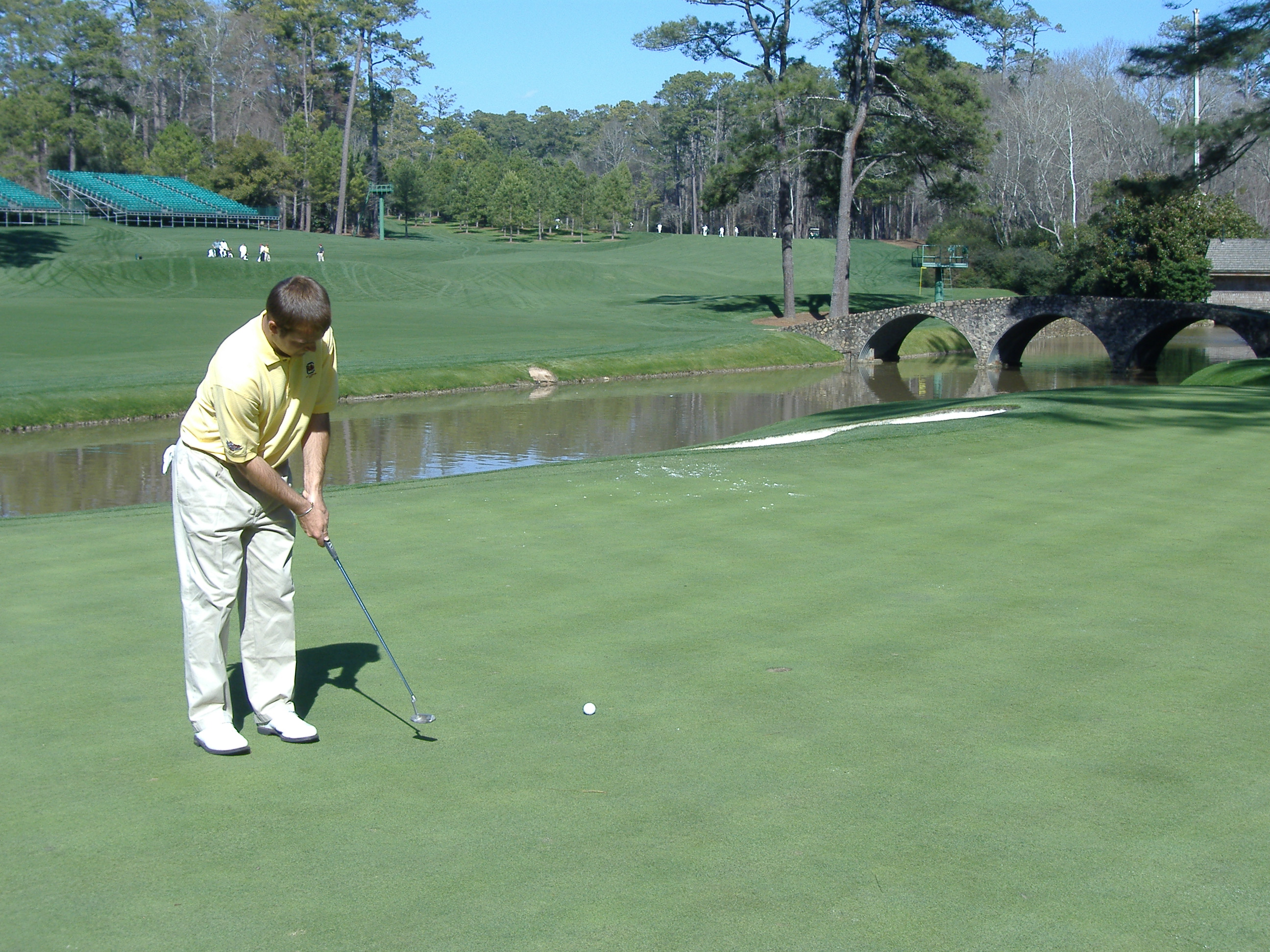
Green 12

De Augusta National Golf Club is een golfclub in de plaats Augusta, Georgia. De golfbaan aldaar is bekend vanwege de Masters, die er sinds 1934 jaarlijks wordt gehouden. De officiële opening ervan vond plaats op 13 januari 1933. De baan was het idee van de beroemde amateurgolfer Robert T. (Bobby) Jones, die sinds 1930 geen toernooien meer speelde, en zijn vriend Clifford Roberts, die van 1934 tot 1976 voorzitter van de club was.

## Natuur en bijzondere plekken
Lang voordat Bobby Jones en Clifford Roberts de grond in 1931 voor 70.000 dollar kochten, was het een indigoplantage. 
In 1857 kochten Louis Mathieu Edouard Berckmans (°Lier 1801), een zelfverklaard baron en medicus, en tuinbouwer, en zijn zoon Prosper Julius Alphonse (°Aarschot 1830, †Augusta, Georgia 1910), de grond. Zij openden de Fruitland Nurseries en importeerden veel exotische bomen en planten, waaronder de 61 magnolia's die al voor de Amerikaanse Burgeroorlog langs de oprit werden geplant. Na het overlijden van Prosper in 1910 verviel de kwekerij. 
Bomen en struiken
De golfclub is beroemd om de vele bloeiende bomen en struiken. Veel bomen werden rond 1850 geplant, onder meer de gigantische eik die naast het clubhuis staat. De Masters wordt altijd gespeeld in de tijd dat de azalea's en rododendrons bloeien. 
Niet alleen de holes hebben een naam, er zijn ook drie bekende bruggen: Hogan Bridge (green 12), Nelson Bridge (tee 13) en Sarazen Bridge (hole 15).
Op de baan groeien vijf soorten pijnbomen (Pinus taeda, Pinus echinata, Pinus elliottii, Pinus palustris en Pinus strobus).
Drinkfonteinen
Bij de zeventiende tee staat een vierkant, stenen bouwsel met vier kranen, neergezet toen de club 25 jaar bestond. In latere jaren werden er vier bronzen plaquettes op aangebracht waarop de baanrecords staan vermeld en de winnaars van de Masters. Bij hole 16 staat ook een dergelijk bouwsel, echter zeshoekig. Hierop is een plaquette te zien waarop Jack Nicklaus, zesvoudig winnaar van de Masters, wordt geëerd.

## De baan
De baan werd ontworpen in 1931 door golfer Bobby Jones en clubvoorzitter Clifford Roberts. De eerste afslag was op de tee van de huidige hole 10. De totale lengte van de baan bedraagt voor amateurs 6321 meter en voor professionals 6799 meter. De par is 72.
| Hole   | 1   | 2   | 3   | 4   | 5   | 6   | 7   | 8   | 9   | 10  | 11  | 12  | 13  | 14  | 15  | 16  | 17  | 18  | Totaal |
| ------ | --- | --- | --- | --- | --- | --- | --- | --- | --- | --- | --- | --- | --- | --- | --- | --- | --- | --- | ------ |
| Yards  | 445 | 575 | 350 | 240 | 455 | 180 | 450 | 570 | 460 | 495 | 505 | 155 | 510 | 440 | 530 | 170 | 440 | 465 | 7435   |
| Meters | 407 | 526 | 320 | 219 | 416 | 165 | 411 | 521 | 421 | 453 | 462 | 142 | 466 | 402 | 485 | 155 | 402 | 425 | 6799   |
| Par    | 4   | 5   | 4   | 3   | 4   | 3   | 4   | 5   | 4   | 4   | 4   | 3   | 5   | 4   | 5   | 3   | 4   | 4   | 72     |

De holes
Elk hole is vernoemd naar een lokale plant. De baan heeft veel rododendrons en azalea's die bloeien in de tijd dat de Masters wordt gespeeld.
| - 1: Tea Olive (Osmanthus fragrans) - 2: Pink Dogwood (Oostamerikaanse kornoelje) - 3: Flowering Peach (perzik) - 4: Crab Apple (crabappel) - 5: Magnolia (Magnolia grandiflora) - 6: Juniper (Virginische jeneverbes) - 7: Pampas (pampasgras) - 8: Yellow Jasmin (valse jasmijn) - 9: Carolina Cherry (Prunus caroliniana) | - 10: Camellia (Camellia) - 11: White Dogwood (Witte kornoelje) - 12: Golden Bell (Forsythia) - 13: Azalea (rododendron) - 14: Chinese Fir (Cunninghamia) - 15: Firethorn (vuurdoorn) - 16: Red Bud (Canadese Judasboom) - 17: Nandina (Nandina domestica) - 18: Holly (Amerikaanse hulst) |

Amen Corner
Het beruchtste deel van de baan is 'Amen Corner', dit is een deel van hole 11, de hele hole 12 en de slag vanaf tee 13. De naam werd door Herbert Warren Wind bedacht en gelanceerd. Op dit deel van de baan kan veel verkeerd gaan en als een speler zonder schade door Amen Corner komt, is hij tevreden. Byron Nelson won zijn eerste Masters omdat hij hier een birdie en een eagle maakte.
Hole 17
Dwight D. Eisenhower was lid van Augusta. Hij had een grote hekel aan de boom die op de linker kant van de fairway van hole 17 stond, en 'eiste' in 1956 dat die verwijderd zou worden omdat die boom altijd in de weg stond voor zijn afslag. De ledenvergadering werd meteen geschorst, zodat men niet op dit verzoek hoefde in te gaan. De Eisenhower Tree bleef staan totdat hij in maart 2014 onherstelbaar door een storm werd beschadigd.

#### Records
- Voor één ronde op Augusta staat het record op 63. Het werd in 1986 gespeeld door Nick Price en in 1996 geëvenaard door Greg Norman.
- In 1958 werd de Hogan brug over de Rae's Creek gemaakt ter herinnering aan het baanrecord van Ben Hogan in 1953. Hij scoorde 274 over vier rondes. De beek loopt achter de 11de green, voor de 12de green en dan naar hole 13.
- Jack Nicklaus maakte 506 birdies tijdens de Masters.
- Jack Nicklaus maakte 24 eagles tijdens de Masters.
- Anthony Kim maakte 11 birdies in een ronde in 2009.
- Fuzzy Zoeller was sinds 1935 de enige die zijn eerste Masters won.
- Tiger Woods is nog steeds de jongste winnaar van de Masters. Toen hij voor het eerst won , was hij 21 jaar, 3 maanden en 14 dagen oud.

→ records zijn bijgehouden tot de Masters van 2012.

## Par 3 baan
Op de par 3 baan wordt sinds 1960 de Par 3 Contest gespeeld op de woensdag voordat de Masters begint. De spelers nemen dan als caddie een familielid of vriendin mee. 
De 75-jarige Jack Nicklaus maakte in 2015 voor de eerste keer een hole-in-one op Augusta.

## Beroemde leden
Augusta heeft ongeveer 300 leden, inclusief drie professionals (Arnold Palmer, Jack Nicklaus en John Harris). Hun gemiddelde leeftijd is 72 jaar. Er staan ook ongeveer 300 personen op de wachtlijst. Tot 1990 waren alle leden blanke mannen en alle caddies zwart, vrouwen mogen sinds augustus 2012 ook lid worden, daarvoor mochten ze enkel als gast spelen.
- Dwight D. Eisenhower: Als generaal stelde Eisenhower aan Clifford Roberts voor ergens een dam te bouwen zodat een meer zou ontstaan. Roberts nam dit voorstel over en het meer heet nu Ike's Pond.
- Arnold Palmer, winnaar van zeven Majors
- Sir Michael Bonallack
- Thomas Boone Pickens (1928), zakenmagnaat
- Lynn Swann (1952), sporter en politicus
- Bill Gates sinds 2002
- Ron Townsend was in 1990 de eerste gekleurde man die lid mocht worden[1]
- Condoleezza Rice en zakenvrouw Darla Moore waren in 2012 de eerste vrouwen die lid mochten worden.